# 水着キャンペーンガール
水着キャンペーンガール（みずぎキャンペーンガール）は、キャンペーンガールのうち、次のもののいずれか、もしくは両方を指す。
1. 主に水着の販売を目的とした、キャンペーンガール
2. 主に水着姿を披露することによってキャンペーンを行う、キャンペーンガール

前者の例としては旭化成（旭化成グループキャンペーンモデル）や東レ（東レキャンペーンガール）などの繊維メーカーや、Ai（サンアイリゾートアンバサダー）やパルコのような水着販売店によるもの、後者の例としてはビール会社（例: オリオンビール）やパチンコメーカー（例: 三洋物産）、リゾート施設（例: よみうりランド）によるものなどが知られる。

## 概要
企業が消費者向けにキャンペーンなどを展開する際に、水着を着たモデルによって訴求をする宣伝活動において、そのモデルの一般的な呼び方。
繊維メーカー、水着ショップなどは、その年の主力デザインの水着を前面に押し出し、主な消費ターゲットの女性に向けてアピールしている。ビールメーカーは、主に夏場のビール消費・売り上げアップを狙ってキャンペーンを行うことが多い。また、新人の起用が多く、そのため、モデルや女優の登龍門的な存在になっている。現在では、会社の経営方針の見直しなどから水着キャンペーンガールから企業のイメージガールへ変更したり（水着キャンペーン自体は継続するものの肩書から水着を外すケースもあり）、その活動自体を取りやめる企業が多くなってきた。

## 歴史
初めての水着キャンペーンガールは、資生堂が1966年（昭和41年）、夏のキャンペーンのために起用した前田美波里であると考えられている。その後、1970年（昭和45年）のテイジン水着キャンペーンガールであった秋川リサは、当時の人気深夜番組 『11PM』のホステスも務めるなど、水着キャンペーンガールがタレント化する先駆けとなった。また、1975年（昭和50年）に「アクエア」の資生堂・「コダックインスタマチック」のコダックのTVCFでデビューしたアグネス・ラムは、広く社会的なブームを巻き起こしたことで知られる。
このような背景から、一時は化粧品会社や航空会社などを含む数多くの企業や団体が水着キャンペーンガールを宣伝目的に採用するようになった。しかしながら1980年代後半になると、化粧品会社や航空会社による水着キャンペーンガールが取り止めとなり、主な採用企業は繊維メーカーとビール会社のみとなった。日本航空による水着キャンペーンガールの廃止（1997年）は、その後の全ての航空会社や旅行会社による採用取り止めの発端となった。
ビール会社に関しても、女性のビール愛飲者が増えてきたことも背景として2003年（平成15年）にキリンビール、2004年（平成16年）にはサントリービールが撤退し、2005年（平成17年）にはアサヒビールとサッポロビールも水着の着用を前提としないモデルの採用に方針を転換した。
2015年（平成27年）現在、水着キャンペーンガールは水着の販売を主目的とする繊維メーカーと水着販売店によるものがもっぱらとなっており、それらのなかでは、『東レキャンペーンガール』と、『三愛水着イメージガール』のメディア掲載が目立っている。
旭化成広報室長によると「キャンペーンモデルの活動を繊維と水着のPRに絞っていた時代は終わった」とする一方、「キャンペーンモデルの活動を通じて、一般の人たちに親しみを持ってもらうことが必要」と現状について話している。
なお、東レでは2000年代後半の一時期男性用水着をPRする目的として「水着キャンペーンボーイ」を制定していたこともあった。2006年には鈴木亮平が初代のキャンペーンボーイに就任して、各種発表会やイベントに出演している。

### 1999年度 水着ファッションショー
繊維メーカーによる水着キャンペーンガールの採用は、最盛期には7社を数えた。
そのキャンペーンガール7名が勢ぞろいしたのが、東京スイムスーツ協会（現在の日本スイムスーツ協会）主催による、「1999年度 水着ファッションショー」であった。1998年（平成10年）11月に開催されたこのイベントには、井川遥（東洋紡）、植松真美（カネボウ）、片瀬那奈（旭化成）、菊川怜（東レ）、響美（テイジン）、滝沢沙織（ユニチカ）などが参加していた。これら水着キャンペーンガールの多くが、後に女優やタレントとして活躍するようになったことから、いわば伝説の水着ショーとなった。
また、1999年度（平成11年度）には、他にも伊東美咲（アサヒビール）、佐藤江梨子（大磯ロングビーチ）など、後に人気タレントとなる水着キャンペーンガールが多数いた。

### 過去の採用企業
- 化粧品会社（資生堂、カネボウ化粧品、コーセー）
- 航空会社（日本航空、全日本空輸、日本エアシステム（旧・東亜国内航空、現・日本航空））
- 大手繊維メーカー（カネボウ、ユニチカ、東洋紡、帝人、旭化成、クラレ、レナウン、BVD（フジボウ））
- ビール・酒類メーカー（アサヒビール、サッポロビール、麒麟麦酒、サントリー）
- カーエアコン（サンデン、デンソー、三菱重工業、カルソニックカーエアコン、ナショナルカーエアコン）
- カーオーディオ（クラリオン）
- タイヤメーカー（ブリヂストン、ダンロップ、オーツタイヤ）
- 石油元売会社および石油化学会社（キグナス石油、JOMO（旧・共同石油）、宇部興産、ゼネラル石油、昭和シェル石油、コスモ石油（旧・丸善石油）、エッソ石油）
- サングラスメーカー（ニコン）
- 鉄道会社（京浜急行）
- ホテル（大磯ロングビーチ）
- パチンコメーカー（豊丸産業）
- オーディオ（サンヨー、東芝、ONKYO、他）

## 主な水着キャンペーンガール出身者

### 1970年代以前
- 前田美波里（資生堂/1966年）
- 山本雅美（カネボウ/1968年）
- 太田ナオミ（カネボウ/1969年）

### 1970年代
- 秋川リサ（テイジン/1970年 - 1973年）
- 大窪けい子、マレーネ・ミッシェル（ユニチカ/1970年）
- マリー・ヘルビン（カネボウ/1970年）
- 西野ミチ（カネボウ/1971年 - 1974年）
- マリア・ダ・グロリア・カルバリヨ（ユニチカ/1971年）
- アンリッツ・ブロムスタッド（ユニチカ/1972年）
- ベロニク・マルシェー（ユニチカ/1973年）
- マリアン・ブリッグス（カネボウ/1973年）　※化粧品部門（「麦わら帽子の夏」がキャッチコピー）
- 風吹ジュン（ユニチカ/1974年）
- マーサ清田（テイジン/1974年）
- アグネス・ラム（資生堂/1975年、旭化成/1976年、大磯ロングビーチ/1979年 - 1981年）

　※トヨタ・スプリンターリフトバック 初代イメージガール（近藤正臣とペア、1976年）
- 斉藤和子（テイジン/1975年）
- 手塚さとみ（ユニチカ/1975年 - 1978年）
- フィリス・アイコ・グリア（ユニチカ水着/1975年）
- リサ・クーパー（カネボウ/1975年）
- サビーネ金子（ユニチカ/1976年、クラリオン/1977年）
- シグリド・ハーフ（カネボウ/1976年）
- マイレ・デール（クラリオン/1976年、テイジン/1978年）
- 樹れい子（大磯/1977年、カネボウ、三菱カーエアコン/1978年）
- サブリナ・シズエ（旭化成/1977年）
- ステファニー・レイコ・ボージェス（カネボウ/1977年） ※トヨタ・スプリンターリフトバック 2代目イメージガール（近藤正臣とペア、1977年 ）
- 夏目雅子（カネボウ/1977年）　※化粧品部門（Oh!クッキーフェイス）
- ナンシー・チェニー（シェル、バヤリース/1977年） ※月星化成イメージガール（1977年 - 1978年 ）
- ブレンダ・ヘインズ（ユニチカ/1977年）
- リーザ長嶋（テイジン/1977年）
- 五十嵐元子（コーセー/1978年）
- キャロー小宮（全日空/1978年）
- 小島三恵子（ユニチカ水着/1978年）
- 服部まこ（カネボウ/1978年） ※化粧品部門（Mr.サマータイム）
- ペトラ藤井（旭化成/1978年）
- 堀川まゆみ（クラリオン/1978年）
- 浅野ゆう子 （カネボウ/1979年）　※「一気にこの夏チャンピオン」がキャッチ・コピー（化粧品部門 ）
- 磯貝恵（ユニチカ水着1979年）
- 紺野美沙子（ユニチカ/1979年 - 1981年）
- 沢田和美（共石/1979年 - 1980年、旭化成/1980年）
- セーラ・ロウエル（コーセー/1979年） ※キャティとペア（2Way Cake ）
- キャティ（コーセー、全日空/1979年）
- 田中なおみ（クラリオン/1979年）
- マリー・クラビン（カネボウ/1979年、コーセー、ニコン/1980年）
- 横山エミー（旭化成/1979年）
- ローリー・ウェッツェルン（三菱カーエアコン/1979年 ）

### 1980年代
- アネット・ラム（東洋紡/1980年）
- 稲光朱火（TDA/1980年、旭化成/1981年）
- 岩浪とも子（日本航空/1980年）
- 烏丸せつこ（クラリオン/1980年）
- 河村理美子（共石/1980年 - 1981年）
- キム・神戸（日産純正カーエアコン/1980年）
- ケレン吉川（ユニチカ/1980年）
- 後藤いずみ（三菱カーエアコン/1980年）
- スージー上原（テイジン/1980年）
- 高橋亮子（サンデン/1980年、ユニチカ/1981年）
- 田中ちはる（資生堂/1980年）
- 津久井メリー（ゼネラル/1980年）
- トリッシュ・リー（コーセー/1980年） ※マリー・クラビンとペア（「水あり水なし両用2ウェイケーキ」）
- 萩原佐代子（カネボウ/1980年）
- パティ・モイックス（サンヨー/1980年）
- ユキ・マッケンティ（カネボウ、全日空/1980年）
- アンジュネッツ（コーセー/1981年）　 ※サンドラ・ビショップ、スージー・ウエハラ、ローリー・ロドリゲス（3人ともアンジュヌー・ジャパン所属）
- 賀来千香子（丸善石油/1981年 - 1982年）
- 城戸真亜子（カネボウ/1981年）　 ※化粧品部門（「君に、クラクラ。」がキャッチ・コピー）
- キャッシー・ムネノ（東洋紡/1981年）
- クリス・ソロムコ（東レ/1981年）
- サンドラ・ビショップ（コーセー、ニコン、三菱カーエアコン/1981年、ONKYO/1983年）
- ジョイア・ファシー（カネボウ/1981年）
- 津島要（日本航空/1981年）
- マリー・ミキ（全日空/1981年）
- 水野ますみ（ユニチカ水着/1981年）
- メアリー岩本（資生堂/1981年）
- ローリー・ロドリゲス（コーセー/1981年） ※サンドラ・ビショップとペア（2Way Cake M）
- 大竹かおる（クラリオン/1982年）
- 尾関由起子（全日空/1982年）
- 斉藤慶子（日本航空/1982年）
- 佐々木よしえ（TDA/1982年）
- シェリー・ジョン・テキセイラ（カネボウ/1982年、ニコン/1984年）
- 遠野友理（ユニチカ/1982~1983年、エッソ/1985年）
- トリー・メンドーサ（大磯/1982年、資生堂/1982~1983年）
- ドリーン・ボイド（東レ/1982年）
- ナディーン（東洋紡/1982年）
- 南裕子（旭化成、共石/1982年）
- 相田寿美緒（カネボウ/1983年）
- アンジー・ボイヤー（東洋紡/1983年）
- 香川えみ（クラリオン/1983年）
- キミー・サントス（東レ/1983年）
- キャンディ（全日空、バヤリース/1983年）
- 清原美華 （コーセー/1983年）　※「夏女ソニア」
- 鹿間ケイ（三菱カーエアコン/1983年）
- 鳥越マリ（日本航空/1983年）
- 原みゆき（旭化成/1983年、共石/1983年 - 1985年）
- ミッシェル（サンヨー/1983年）
- 伊川雅子（ゼネラル/1984年）
- 片山みゆき（ブリヂストン、三菱カーエアコン/1984年）
- 菊池恵子（デンソー/1984年）
- 木原光知子（大磯/1984年）
- クリスティーン・ノエラニマイ（コーセー/1984年）　※「倍感ソニア」
- 栗原けい子（カネボウ/1984年）
- 黒川ゆり（クラリオン/1984年）
- 財前直見（TDA/1984年）
- ジーナ・ナナ（サンヨー/1984年、TDA 、ニコン/1985年）
- シャラ・ブルー（東レ、東芝/1984年） ※ヘッドフォン・ステレオ　ウォーキー（Walky）
- 鈴木祐子（日本航空/1984年）
- セリア・キャロン（資生堂、ユニチカ/1984年） ※資生堂ヌーダ（「この夏その気」）
- 中村朋子（京浜急行/1984年）
- 永塚るり子（ナショナルカーエアコン/1984年）
- 早川愛美（旭化成/1984年、日産純正カーエアコン/1985年）
- 広川成実（エッソ/1984年）
- フィービー・ケイツ（アサヒビール/1984年） ※「アサヒキャンボーイ」（缶ビール）
- フローリー芳賀（現・フローレンス芳賀）（テイジン/1984年、大磯/1985年 - 1986年）
- 南麻衣子（東洋紡/1984年）
- ミニヨン（全日空/1984年）
- 貴倉良子（丸善石油（現：コスモ石油）/1985年）
- 麻生祐未（カネボウ/1985年）
- 石橋マナミ（旭化成/1985年）
- キミー（テイジン/1985年）
- 滝本尚美（共石/1985年 - 1987年）
- 橘わかこ（東洋紡/1985年）
- デニース・カンミン（コーセー/1985年）　※「長時間遊び型、NEWソニア」がキャッチコピー
- 松宮由季（東レ/1985年）
- 宮崎ますみ（現・宮崎萬純）（クラリオン/1985年）
- モーリ・ブラウン（ユニチカ/1985年）
- 吉川十和子（現・君島十和子）（日本航空/1985年）
- 鷲尾いさ子（全日空/1985年、コーセー/1986年） ※コーセー・スポーツビューティ
- エミー（テイジン/1986年）
- エレン・ミモリ（資生堂/1986年）　※「肌呼吸」がキャッチコピー
- 木津川アキ（旭化成、三菱カーエアコン/1986年）
- シェリー・アサンシオン（TDA/1986年）
- 塩川美佳（クラリオン/1986年）
- 鈴木保奈美（カネボウ/1986年）　※化粧品部門（サンセラミィ）「ちょっとや そっとじゃ くずれない。」がキャッチコピー
- 豊田真穂（現・とよた真帆）（東洋紡/1986年）
- デビー・ジーン・デイリー（コーセー、ユニチカ/1986年、三菱カーエアコン/1988年） ※「UPで見たい君。ソニア」（コーセー化粧品）
- 広田恵子（カネボウ/1986年）
- 設楽りさ子（現・三浦りさ子）（日本航空/1986年）
- 松本孝美（全日空/1986年）
- 山口智子（東レ/1986年、アサヒビール/1987年、共石/1987年 - 1988年）
- 石田ゆり子（全日空/1987年）
- 梶原真弓（東洋紡1987年、アサヒビール/1992年）
- 川島みき（現・川島だりあ）（クラリオン/1987年）
- 菅野ジュン（旭化成/1987年）
- キャロリン・ハイガー（現・カイヤ）（ユニチカ/1987年）
- 茂野幸子（カネボウ/1987年）
- 杉本彩（東レ/1987年）
- 中山恵美（テイジン/1987年、ダンロップ/1989年 - 1990年、ブリヂストン/1991年）
- 浅香唯（カネボウ/1988年） ※化粧品部門（サンセラミィ）「夏はC 」がキャッチコピー
- 飯田真理（旭化成/1988年）
- 河口りか（ブリヂストン/1988年 - 1989年）
- 小谷ゆみ（東洋紡/1988年）　※1986年度ミス日本（グランプリでは無い）
- 菅原マリア（東レ/1988年）
- 高杉慶子（テイジン/1988年、アサヒビール/1989年）
- 田中みゆき（日本航空/1988年）
- 中村基子（全日空/1988年、アサヒビール/1990年）
- 西田ひかる（日本エアシステム/1988年）
- 早見優（コーセー/1988年）　※商品名：サンフェスタ　「あたりまえを超える、夏。」がキャッチコピー
- ヒロコ・グレース（大磯/1988年）
- 藤田芳子（現・藤田よしこ）（カネボウ/1988年）
- 松岡知重（ゼネラル/1988年）
- 望月知子（アサヒビール、ダンロップ/1988年）
- 蓮舫（クラリオン/1988年）
- 青木美津子（サッポロ/1989年、アサヒビール/1993年）
- 石崎麻奈巳（日本航空/1989年）
- 大塚寧々（カネボウ/1989年）　※商品名：UVファンデーション（サンセラミィ）「化粧なおし、しない、しない、ナツ」がキャッチコピー
- 鈴木京香（カネボウ/1989年）
- 田島都（テイジン/1989年）
- 田代みゆき（東洋紡/1989年、共石/1990年 - 1992年）
- 速水昌未（日本エアシステム/1989年）
- 宮沢千絵（東レ/1989年）
- 森本蘭（ユニチカ水着/1989年、三菱カーエアコン/1990年）
- 山本美穂（旭化成/1989年）
- 結城めぐみ（クラリオン/1989年）

### 1990年代
- 飯島直子（宇部興産、カネボウ、キリンビール/1990年、キグナス、三菱純正カーエアコン/1991年）
- 鹿角久美子（東洋紡/1990年）
- かとうれいこ（クラリオン/1990年、アサヒビール/1991年）
- 蒲池幸子（坂井泉水）（日本エアシステム/1990年）
- 成田路実（東レ/1990年）
- 畑知子（BVD/1990年、サントリー、ダンロップ、東洋紡/1991年）
- 原久美子（ブリヂストン/1990年、キリンビール/1991年）
- 松本洋子（ユニチカ水着、サッポロビール/1990年）
- 三瀬真美子 （レナウン/1990年）
- 山岸真璃子（テイジン/1990年）
- 吉竹エリ（旭化成/1990年）
- 相沢なほこ（大磯/1991年）
- 上田祥子（クラリオン/1991年）
- 小松千春（旭化成/1991年）
- 鴇田靖子（カネボウ/1991年）
- 竜丘麻衣（東レ、日本エアシステム/1991年、資生堂、大磯、プリンスホテル/1992年、サントリー/1993年）
- 夏川結衣（ユニチカ水/1991年）
- 水沢恵美（テイジン/1991年）
- 向井田彩子（BVD/1991年、ブリヂストン/1992年 - 1993年）
- 森下真弓（オーツタイヤ/1991年）
- あいざわかおり（共石/1992~1994年、キリンビール/1994年）
- 大河内志保（クラリオン/1992年）
- C.C.ガールズ（サッポロビール/1992年）
- 田中広子（現・田中ヒロコ）（キリンビール/1992年）
- 野谷マリー（東洋紡/1992年）
- 船見啓子（カネボウ、三菱純正カーエアコン/1992年）
- 松嶋菜々子（旭化成/1992年）
- 森明子（テイジン/1992年）
- 福村真樹（東レ/1992年）
- 渡辺由紀（ユニチカ水着/1992年）
- 内田有紀（ユニチカ水着/1993年）
- かいしのぶ（テイジン、大磯/1993年）
- 武田久美子（サッポロビール/1993年）
- 立河宜子（クラリオン/1993年）
- 中島史恵（東洋紡、キリンビール/1993年）
- 中村英子（カネボウ/1993年、サッポロビール/1994年）
- 藤原紀香（東レ/1993年、アサヒビール/1994年、よみうりランド/1997年）
- 真壁小巻（旭化成/1993年）
- 麻生あゆみ（現・穂高あゆみ）（旭化成/1994年）
- 木内あきら（テイジン/1994年、大磯/1995年）
- 甲賀瑞穂（カネボウ/1994年、よみうりランド/1995年）
- 高田美佐（クラリオン/1994年）
- 角田智美（ユニチカ水着/1994年）
- 遠野舞子（サントリー/1994年）
- 萩原実季（ユニチカ/1994年）
- 宝生舞（宇部興産/1994年、よみうりランド/1994年）
- 堀恵子（東レ/1994年）
- 吉野公佳（東洋紡/1994年）
- 宮内知美（よみうりランド/1994年）
- 井上晴美（サッポロビール/1995年）
- かのこ（東洋紡/1995年、サントリー/1996年）
- 高田ゆき（サントリー/1995年）
- 田賀久美子（カネボウ/1995年、アサヒビール/1996年）
- 原千晶（クラリオン/1995年）
- ビビアーニ大野（東レ/1995年、サッポロビール/1996年）
- 本上まなみ（ユニチカ水着/1995年、爽健美人/1997年）
- 八木沢れいな（旭化成/1995年）
- 山田裕子（テイジン/1995年、大磯/1996年）
- 葵千智（旭化成/1996年）
- 浅野麻由子（テイジン/1996年）
- 泉尚子（現・湶尚子）（クラリオン/1996年）
- 白鳥智恵子（サントリー/1996年）
- 谷あい（東レ/1996年、キリンビール/1997年）
- 西原麻衣（東洋紡/1996年）
- 芳村仁香（現・仁香）（カネボウ/1996年）
- 米倉涼子（ユニチカ水、キリンビール/1996年）
- 岡倉衣里（現：浜野裕子）（日本航空/1997年）
- 小澤理詠（サッポロビール/1997年）
- 河西りえ（クラリオン/1997年、宇部興産/1998年）
- カレン（カネボウ/1997年）
- 春日井静奈（ユニチカ水着/1997年）
- 曲山えり（テイジン、全日空/1997年、サントリーDハイ小町/1999年）
- 田波涼子（アサヒビール/1997年）
- 中村みづほ（東レ/1997年、キリンビール/1998年）
- 七森美江（サントリー/1997年）
- 山田まりや（大磯/1997年）
- 相沢紗世（クラリオン/1998年）
- 板倉香（東洋紡/1998年）
- 北川弘美（ユニチカ水着/1998年）
- 小泉里子（テイジン/1998年）
- 児島玲子（アサヒビール/1998年）
- 須之内美帆子（サントリー/1998年）
- 畑野浩子（サッポロビール/1998年）
- 岬たか子（旭化成/1998年、キリンビール/2001年）
- 井川遥（東洋紡/1999年、アサヒビール/2000年）
- 伊東美咲（アサヒビール/1999年）
- 植松真美（カネボウ、サッポロビール/1999年）
- 片瀬那奈（旭化成/1999年）
- 菊川怜（東レ/1999年）
- 斉藤繭子（サントリー/1999年）
- 佐藤江梨子（大磯、プリンスホテル/1999年、2001年）
- 釈由美子（サントリー/1999年、宇部興産/2000年）
- 滝沢沙織（ユニチカ水着/1999年）

### 2000年代
- 佳原ゆみ（旭化成/2000年）
- 黒羽夏奈子（サントリー/2000年）
- 小谷亜希子（サントリー/2000年）
- 坂井優美（大磯/2000年）
- 内藤陽子（テイジン/2000年）
- 原田梓帆（キリンビール/2000年）
- 眞鍋かをり（東洋紡/2000年）
- 眞野裕子（サッポロビール/2000年）
- 矢野アリーネ（カネボウ/2000年、アサヒビール/2002年）
- 仙川明（サントリー/2001年）
- 井上美琴（ユニチカ/2001年）
- 紗川理帆（東洋紡、サッポロビール/2001年）
- 鈴木ゆかり（東レ/2001年、サッポロビール/2002年）
- 出川紗織（アサヒビール/2001年）
- 西村美保（テイジン/2001年、キリンビール/2002年）
- 悠美（カネボウ/2001年）
- 大友みなみ（ユニチカ/2002年 - 2003年、サッポロビール/2004年）
- 小川奈那（東洋紡、サッポロビール/2002年）
- 小野愛（大磯/2002年）
- 川原麻衣（テイジン/2002年　アサヒビール/2004年）
- 益子梨恵（カネボウ/2002年）
- 宮地真緒（旭化成/2002年）
- 山本梓（三愛/2002年）
- 小林恵美（大磯/2003年）
- 東原亜希（アサヒビール/2003年）
- 村上恵梨（サッポロビール/2003年　ユニチカ/2004年 - 2005年）
- 森下千里（パルコ/2003年）
- 大久保麻梨子（三洋物産/2003年）
- 小倉優子（よみうりランド/2003年）
- 武田真理子（三愛/2004年）
- 安田美沙子（サントリー/2004年）
- 矢吹春奈（パルコ/2004年）
- 渡香奈（旭化成/2004年 - 2005年）
- 尾形沙耶香（東レ/2005年）
- 小林恵美（サッポロビール/2005年）
- 小倉遥（三洋物産/2005年）
- 赤井沙希（旭化成/2006年）
- 杉本有美（三愛/2006年）
- 山岸舞彩（東レ/2006年）
- 木下優樹菜（三愛/2007年）
- 澤山璃奈（東レ/2007年）
- リア・ディゾン（パルコ/2007年）
- エリーローズ（よみうりランド/2007年 - 2008年）
- 芦名星（パルコ/2008年）
- 一双麻希（JSA/2008年）
- 谷ちあき（三愛/2008年）
- 源崎トモエ（東レ/2009年）
- 佐々木希（パルコ/2009年）
- 宮田聡子（三愛/2009年）

### 2010年代
- 鹿沼憂妃（旭化成/2010年）
- 鈴木ちなみ（東レ/2010年）
- 菜々緒（三愛/2010年）
- 山田美菜子（JSA/2010年）
- 桐谷美玲（パルコ/2010年）
- 西田有沙（東レ/2011年、よみうりランド/2014年）
- SUPER☆GiRLS（よみうりランド/2012年）
- 岩﨑名美（東レ/2013年、よみうりランド/2013年）
- 大野いと（パルコ/2013年）
- 久松郁実（三愛/2014年）
- 小島瑠璃子（パルコ/2014年）
- 永田レイナ（よみうりランド/2014年）
- 朝比奈彩（三愛/2015年）
- 宮沢セイラ（東レ/2015年、よみうりランド/2015年、三洋物産/2017年 - ）
- 海老沼さくら（東レ/2016年）
- 増澤璃凜子（feast/2015年）
- 佐野ひなこ（パルコ/2016年）
- 武田あやな（なぎさデジナーレ/2016年）
- 松元絵里花（三愛/2016年）
- 朝香りほ（東レ/2017年）
- 熊江琉唯（三愛/2017年）